# Archibald Warden
Archibald Adam Warden, né le 11 mai 1869 à Édimbourg et mort le 7 octobre 1943 à Cannes, est un médecin et joueur de tennis écossais, médaillé de bronze aux Jeux olympiques de 1900 à Paris.

## Biographie
Archibald Warden est Bachelors of Medicine et maître en chirurgie de l'université de Glasgow en 1893, puis docteur en médecine en 1898. Il officie alors à la Western Infirmary sous les ordres de Hector Clare Cameron et Samson Gemmell. Sur invitation de ce dernier, il fait sa résidence au Hertford British Hospital à Levallois-Perret. Il s'installe à Paris peu après et obtient la qualification française de docteur en médecine en 1899. Il ouvre ensuite un cabinet à Cannes, villa Serpolette, où il exerce d'abord seulement l'hiver puis à plein temps à partir des années 1920 et jusqu'à sa mort en 1943. Il a deux filles et deux fils dont l'un, Kay, a également joué au tennis.
En tant que joueur de tennis, il a remporté le championnat de France en double en 1896 et perdu en finale en simple l'année suivante face à Paul Aymé. Il a participé aux épreuves de tennis organisées à Paris en 1900 dans le cadre de Exposition universelle. S'il a été éliminé dès son premier match en simple et en double, il est parvenu en demi-finale en double mixte avec la Bohémienne Hedwig Rosenbaum, résultat qui lui permet d'être crédité d'une médaille de bronze. Par la suite, Warden a disputé quelques tournois parisiens avant d'évoluer principalement sur la Côte d'Azur où il participe à des compétitions jusque dans les années 1930. 
Il obtient la nationalité française le 25 octobre 1932. 
En 1936, à l'âge de 66 ans, il oppose une belle résistance face au champion britannique Fred Perry qui revenait de blessure après six mois d'absence sur les courts du Beau-Site à Cannes.

## Palmarès (partiel)

### Finale en simple messieurs
| No | Date       | Nom et lieu du tournoi       | Catégorie | Surface      | Vainqueur | Score         |          |
| -- | ---------- | ---------------------------- | --------- | ------------ | --------- | ------------- | -------- |
| 1  | 27-06-1897 | Championnat de France, Paris | G. Chelem | Terre (ext.) | Paul Aymé | 4-6, 6-4, 6-2 | Parcours |

### Titre en double messieurs
| No | Date | Nom et lieu du tournoi      | Catégorie | Surface      | Partenaire | Finalistes                     | Score    |  |
| -- | ---- | --------------------------- | --------- | ------------ | ---------- | ------------------------------ | -------- |  |
| 1  | 1896 | Championnat de France Paris | G. Chelem | Terre (ext.) | Wynes      | André Vacherot Marcel Vacherot | 6-4, 8-6 |  |

### Finale en double messieurs
| No | Date       | Nom et lieu du tournoi      | Catégorie | Surface      | Vainqueurs              | Partenaire | Score    |          |
| -- | ---------- | --------------------------- | --------- | ------------ | ----------------------- | ---------- | -------- | -------- |
| 1  | 27-06-1897 | Championnat de France Paris | G. Chelem | Terre (ext.) | Paul Aymé Paul Lebreton | Longchamps | 6-3, 6-0 | Parcours |

## Publications
- (en) H. Dominici et A.A. Warden, The Technique And Results Of Radium-Therapy In Malignant Disease, vol. 2, The British Medical Journal, 27 août 1910 (lire en ligne), p. 516-518
- (en) A.A. Warden, Common-sense Patriotism, Trieste Publishing, 1916, 218 p. (ISBN 0649553268)
- (en) A.A. Warden, Reminiscences of a Scotch Doctor in France